# Șumna, Rîșcani
Șumna este satul de reședință al comunei cu același nume  din raionul Rîșcani, Republica Moldova.

## Demografie

### Structura etnică
Structura etnică a satului conform recensământului populației din 2004:
| Grup etnic         | Populație | % Procentaj |
| ------------------ | --------- | ----------- |
| Ucraineni          | 91        | 85,85%      |
| Moldoveni / Români | 12        | 11,32%      |
| Ruși               | 3         | 2,83%       |
| Total              | 106       | 100%        |